# Bactrocera infulata
Bactrocera infulata
 es una especie de díptero que Drew y Albany Hancock describieron por primera vez en 1994. Bactrocera infulata pertenece al género Bactrocera de la familia Tephritidae.